# شيري
 شيري هي شركة صينية تأسست في 18 مارس1997، في ووهو مقاطعة انهوى - جمهورية الصين الشعبية، وهي تعمل في مجال صناعة السيارات، وهي شركة تمتلكها الحكومة الصينية قابلة للخصخصة الآن، كما انها تمتلك مشروع مشترك الإدارة «كوروس» حيث تملكت شركة إسرائيل القابضة 50% من اسهم شركة كوروس وتمتك شيري نفس النسبة بها، وقد باعت في عام 2007 ما يقارب 381.000 ألف مركبة من مختلف الطرازات وهي تعد واحده من أسرع شركات السيارات نمواً في العالم.

## التاريخ والسيرة

### السنوات الأولى
تأسست شركة شيري في 1997 لدعم الاقتصاد في مدينة ووهو الصينية التي لم تلق دعماً اقتصادياً إلا في العام 1995 وقد أشترت أول مصنع لها يستخدم آلات وتكنولوجيا المحركات في أوروبا من شركة فورد الأمريكية مقابل 25 مليون دولار، وبدأت إنتاج السيارات في عام 1999، وكانت في بداية الأمر لا تمتلك موردين لقطع الغيار مما جعلها لا تمتلك رخصة لبيع السيارات خارج الصين، وفي عام 2001 قامت شركة شنغهاي لصناعة السيارات (سايك) بشراء ما نسبته 20% من أسهم الشركة، لتتولى شركة (سايك) مبيعات التجزئة لقطع غيار شيري، وبالتالي حصلت شيري على رخصة التصدير من الحكومة الصينية وقد كانت سوريا أول البلدان التي صدرت شيري إليها سياراتها.
في أواخر العقد الأول من القرن الحادي والعشرين، بدأت شيري في البحث بنشاط عن شراكة مع صانع سيارات أجنبي، وهي سمة مميزة لكبار صانعي السيارات الصينيين. تم الترويج للعلاقات مع كل من كرايسلر وفيات، لكنها سقطت. في عام 2007، خططت شركة كرايسلر للتعاون مع شيري والذي كان من شأنه أن يشهد بيع شيري A1 كسيارة ماركة دودج في الولايات المتحدة وخارجها. كانت الخطة ستزيد بسرعة إسطبل سيارة كرايسلر الصغيرة، وشاركت الشركتان في حفل توقيع في أواخر عام 2007. في أوائل عام 2008، تم التوصل إلى صفقة مماثلة بين كرايسلر ونيسان، ومع ذلك، تم التخلي عن تعاون كرايسلر-شيري. في وقت قريب من إعادة تنظيم الفصل 11 من كرايسلر 2009، ناقشت كرايسلر إمكانية بيع الأصول مع شيري. شيري V5 ، تم إنتاجها منذ عام 2008
في عام 2007، وقعت فيات وشيري مذكرة تفاهم لإنشاء مشروع مشترك لصناعة السيارات. كان من المفترض أن تبدأ عملياتها في عام 2009، وكان من المقرر تصنيع منتجات تحمل علامة فيات وألفا روميو للسوق الصينية وأن تكون موجودة في من أجل ووهو. تم تعليق الصفقة في مارس 2009. اعتبارًا من عام 2012، تنتج شركة فيات في الصين مع شريك محلي مجموعة GAC.

### الوقت الحاضر
في العام 2003 أسست شيري منظمة للبحث والتطوير وبدأت العمل مع الشركات الأجنبية الاستشارية لتطوير وتحسين التكنولوجيا والجودة، وقد تعاقدت شيري مع مهندس ياباني من شركة ميتسوبيشي باتفاقية خاصة بين الشركتين وجعلته رئيساً لأقسام الإنتاج، حيث أصبحت تستخدم أنظمة حديثة ومتطورة من طلاء السيارات إضافةً إلى الأنطمة المتقدمة من الإلكترونيات واستخدام محركات شركة ميتسوبيشي إما عن طريق استلامها جاهزة من مصنعتها أو عن طريق تجميع قطعها في مصانع شيري.

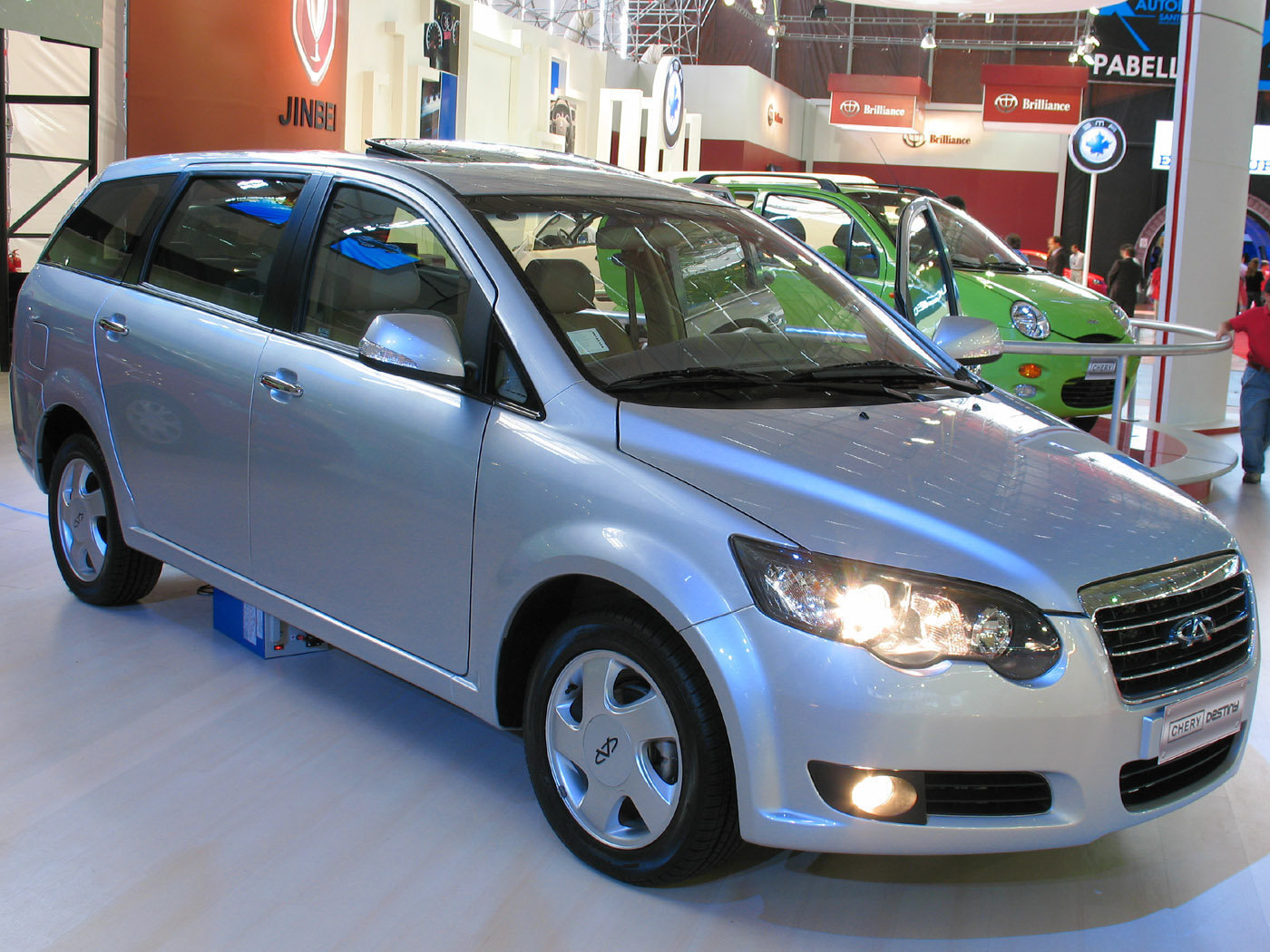
شيري V5 ، التي دخلت الإنتاج في عام 2008

## محركاتها

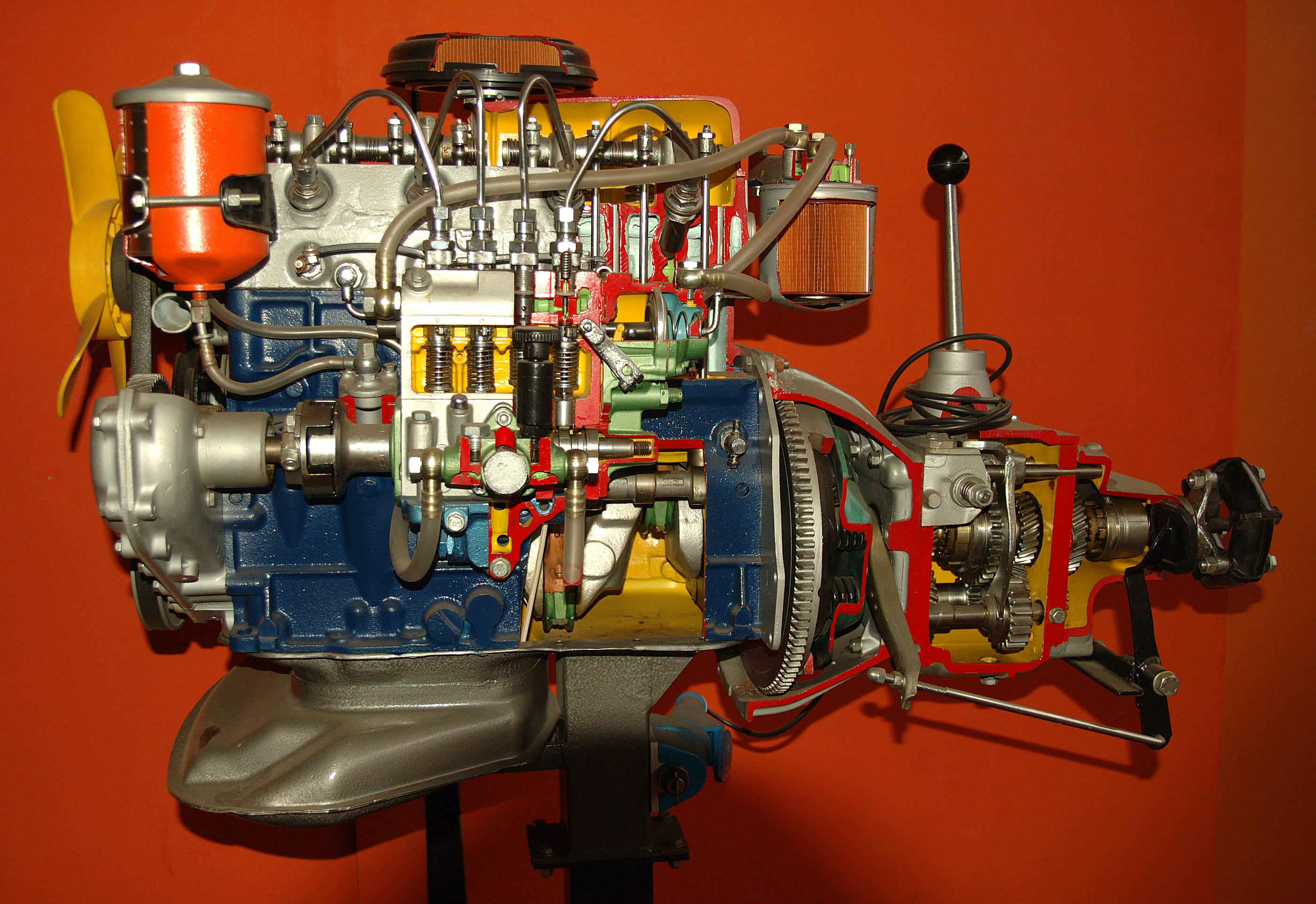
مقطع جانبي لأحد المحركات

شركة شيري لا تقوم بصناعة محركات مركباتها بنفسها حتى الآن وإنما يوجد بينها وبين شركة ميتسوبيشي اتفاقية تنص على تزويد ميتسوبيشي لشركة شيري بالمحركات والقطع، حيث أن هناك بعض الطرازات يخصص
لها محرك مجمع في شركة ميتسوبيشي وهناك بعض الطرازات يخصص لها محرك تجمعه شركة شيري من قطع شركة ميتسوبيشي، حيث أن الشركتين تشتركان في نفس قطع الغيار وقطع المحركات ولكن القطع المخصصة لشيري تقل عن الأخرى المخصصة لميتسوبيشي بنسبة 30% من السعر.

## دخولها للأسواق العالمية

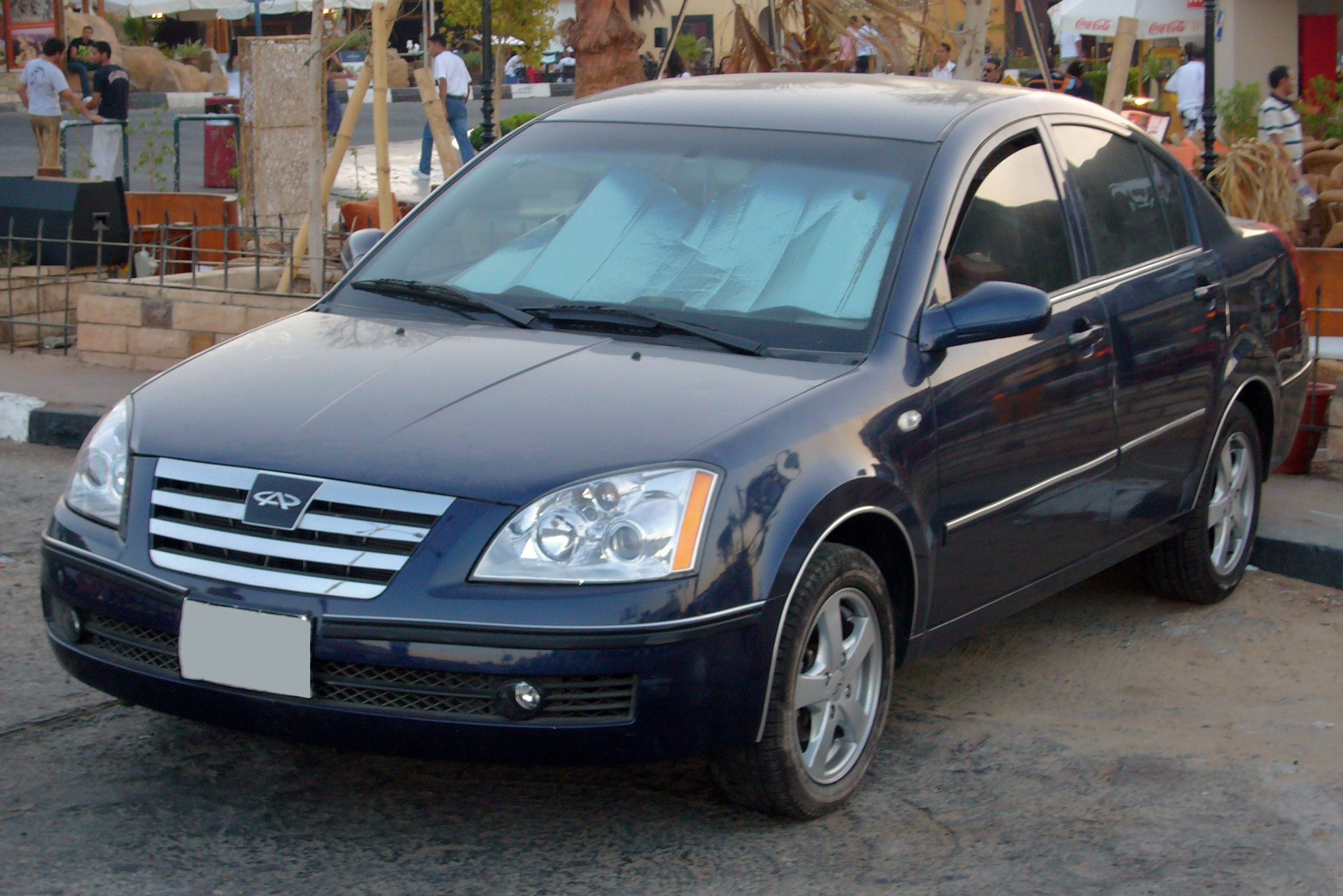
شيري A5 التي دخلت الأسواق العالمية بالإضافة إلى مجموعة من سيارات شيري المختلفة الأحجام والمهام

تسعى شركة شيري للتواجد في جميع أنحاء العالم عبر وضعها لخطط إستراتيجية وبدأ إنشاء شبكة من الوكلاء المحليين في الدول الآسيوية والأوربية وفي القارة الأمريكية، حيث تسعى شيري للتواجد في السوق الأمريكية التي يتنافس عليها عدد كبير من الشركات الأمريكية واليابانية والكورية والألمانية حيث أن نجاح شيري في الولايات المتحدة الأمريكية يعني تأثر الكثير من الشركات المنتجة في أمريكا بتناقص في حجم المبيعات نظراً للأسعار المغرية التي تضعها شركة شيري على مركباتها إضافةً إلى المميزات التي تتمتع بها مركبات شيري مقارنةً بنظيراتها من الشركات الأخرى، حيث تتواجد شيري الآن في الشرق الأوسط وكانت سوريا أولى محطاتها وبدأت بالانتشار حتى وصلت المملكة العربية السعودية بجميع طرزاتها.والان دخلت شيري العراق بكثافة خاصة طراز COWIN وQQ بواسطة وزارة التجارة العراقية.على أن يتم سحب الطرزات الغير مرغوب فيها حسب رغبة الشعوب في كل البلدان.
ففي القارة الأوروبية يفضلون السيارات الصغيرة والاقتصادية نظراً للارتفاع في أسعار الوقود وازدحام الطرقات وقلة أماكن الوقوف على عكس ما يحصل في السوق الشرق أوسطية حيث أن الشرق الأوسط هو المنتج الأكبر للنفط في العالم فيتجه الناس للسيارات كبيرة الحجم ذات المحركات الضخمة أحياناً.

## رسوب مركباتها في اختبارات السلامة والأمان Euro NCAP

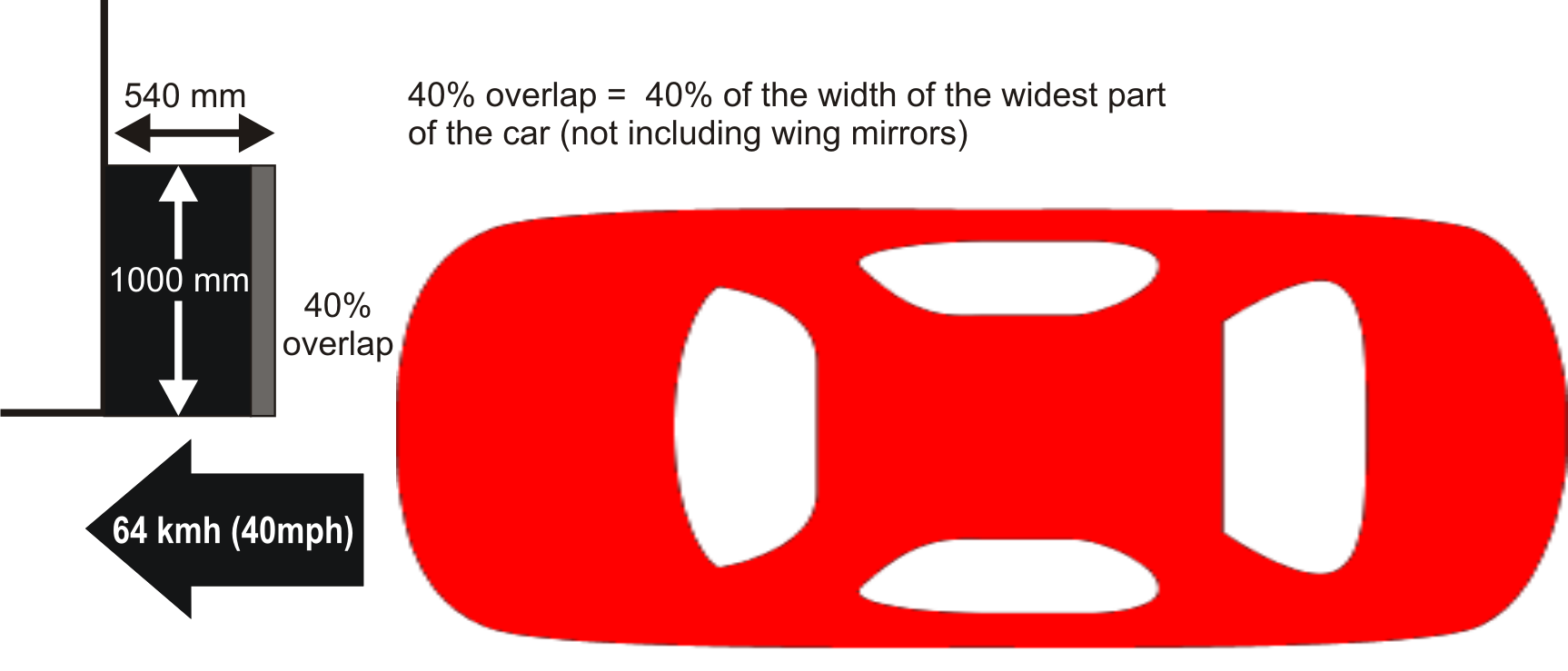
صورة تبين كيفية اختبار الاصطدام في مركز Euro ncap الأوروبي لاختبارات السلامة

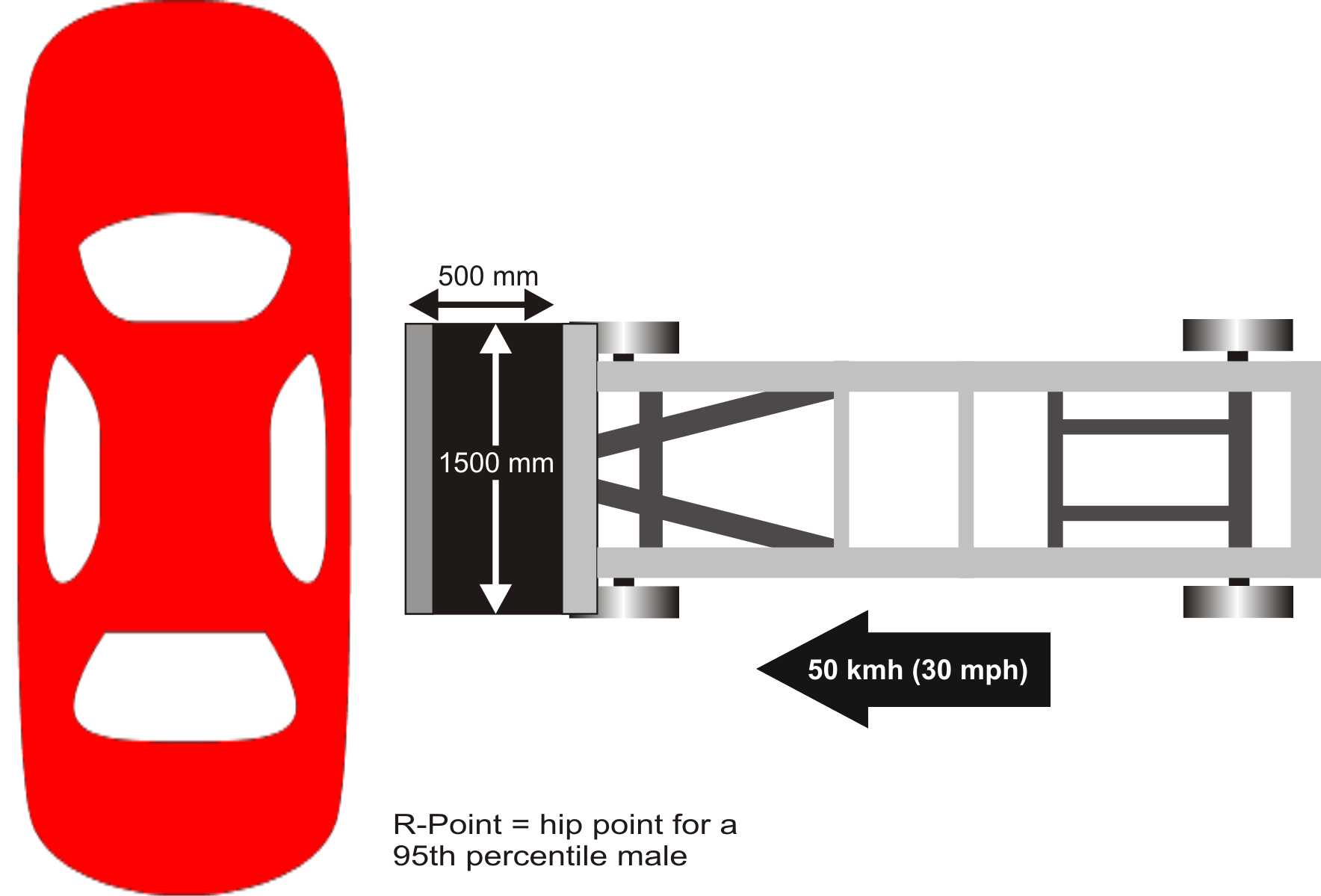
صورة تبين كيفية اختبار الاصطدام في مركز Euroncap الأوروبي لاختبارات السلامة

دخلت جميع مركبات شركة Chery لصناعة السيارات اختباراتت السلامة والأمان في القارة الأوروبية EuroNCAP وذلك حتي يتم السماح لها بالتداول بكافة دول الاتحاد الاوربي إذ من المفترض تمتعها بكافة أجهزة الأمان والسلامة التي تقي من الحوادث مثل موانع الانزلاق والانغلاق والتوزيع الإلكتروني لقوة الفرامل... الخ إلا أنها رغم ذلك كله لم تنجح في اختبار الامان والسلامة EuroNCAP بسبب وجود ضعف في قاعدة المركبة (الشاسية) لقيام شركة شيري بخفض تكلفة قيمة المركبة عن طريق تقليل كثافة قاعدة المركبة (الشاسية) من خلال إفرغ المعدن من داخله مما يجعل المركبة رخيصة الثمن ومنافسه في الأسواق إلا انها عندما أجري عليها اختبار الأمان والسلامة (الاصطدام) على سرعة 64كم/ساعة تحطمت المركبة حتى أن السائق الافتراضي قد أصيب إصابات بالغة تؤدي إلى الوفاة وحازت مركبات شيري على درجة 0/5  في اختبار الامان والسلامة EuroNCAP وصنفت مركباتها في ضوء تلك النتائج بأنها لا تعد آمنةً حتي في الحوادث البسيطة.
وقد ادت تلك النتائج الي لجوء شركة Chery من خلال وكلائها لطرح مركباتها دون الإعلان عن انتمائها لشركة Chery نظرا للتأثير السلبي لتلك النتائج علي حجم مبيعات مركباتها... فعلى سبيل المثال لجأ الوكيل المصري «شركة دايو موتورز ايجيبت» _ أبو الفتوح لتجارة السيارات _ لطرح السيارة بالسوق المصرية تحت مسمي أسبيرانزا دون الإعلان عن ماهية الموديلات المطروحه وكونها هي ذاتها الموديلات المملوكة لشركة شيري لصناعة السيارات بجمهورية الصين نظرا لما خلفته نتائج اختبارات الامان والسلامة بهيئة EuroNCAP من تأثير علي حجم مبيعات السيارة فضلا عن منع تداولها نهائيا بكافة دول الاتحاد الاوربي علي خلفية تلك النتائج.

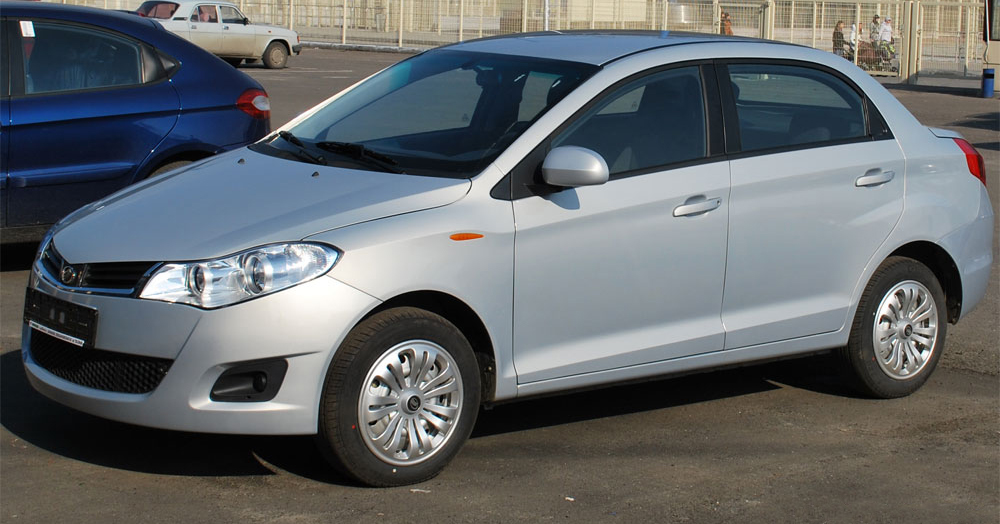
The ZAZ Forza

## تعدد مصانعها خارج الصين
يوجد العديد من المصانع لسيارات شيرى خارج حدود الصين منها مصر(2014) والعراق والأرجنتين(2007) وإندونيسيا (2006) والشرق الأوسط وماليزيا(2004/2008) وشمال أفريقيا وروسيا(2007)و الأوروغواي(2007)و باكستان(2004)و تايوان(2009)و أوكرانيا(2006)و تايلاند(2008)و فيتنام. حيث اشتهرت بعض فئات سيارات شيرى بمصر باسم «إسبيرانزا» وفي العراق تنتج شركة سكاي العديد من موديلات شركة شيري تحت المسمى التجاري شيري....

## القدرات الإنتاجية
تصنع شيري معظم إنتاجها في الصين. في 2003 قامت ببناء مصنع في إيران. في 2005 بدء تجميع طراز كيوكيو في مصنع أفتورور في روسيا. تخطط شيري للإنتاج في ماليزيا من2007
. كما أن طرازاتها يتم تصنيعها في مصنع دايو السابق في مصر الكائن في المعادى-مصر تحت اسم اسبيرانزا

## انظر أيضّاً
- لوكسيد
- إكسيد
- كايي
- أومودا
- جايكو
- جيتور
- أي كار
- كاري للسيارات
- ساوايست

## وصلات خارجية
الموقع الرسمي